# Юсуфи, Хабиб
Хабиб Юсуфи (тадж. Ҳабибулло Юсупов; 15 февраля 1916, Самарканд — 22 февраля 1945, под Варшавой) — таджикский советский поэт-лирик, переводчик и литературный критик.

## Биография
Первоначальное образование Хабиб Юсуфи получил у отца, преподавателя высшего духовного училища, знатока классической поэзии.
В 1940 году окончил филологический факультет Узбекского государственного университета в Самарканде. Работал преподавателем литературы в Таджикском педагогическом училище. Затем трудился научным сотрудником Института истории, языка и литературы Таджикского филиала Академии наук СССР.
Член Союза писателей СССР с 1939 года.
Участник Великой Отечественной войны. В начале 1942 года был призван в ряды РККА и направлен на учëбу в военное училище, после окончания которого в марте 1943 года в звании лейтенанта, после чего воевал на Ленинградском фронте. Служил в должности командира артиллерийской батареи. Принимал также участие в боях за освобождение Прибалтики и Польши.
Погиб в бою под Варшавой 22 февраля 1945 года.

## Творчество
Творчество Хабиб Юсуфи — яркий пример соединения гражданской и любовной лирики. Поэт лирического жанра. Свои стихи писал в форме газелей и рубаи.
Печататься начал в 1936 году. В 1939 опубликовал сборник стихов «Песни Родины». Основная тема произведений — стихи о Родине, дружбе народов, любви и верности. Стихи поэта публиковались в республиканских газетах на таджикском языке «Ҳақиқати Ӯзбекистон», «Точикистони сурх», в журнале «Барои адабиети социалисти».
Талант Хабиб Юсуфи проявился в умелом применении старых восточных поэтических форм для выражения нового содержания. Поэт в своëм творчестве был устремлен к постоянным поискам новых стихотворных форм и средств. Обновив метрику таджикского стиха, Юсуфи оказал большое влияние на развитие таджикской советской поэзии.

### Избранные произведения
- сборник стихов «Песни Родины»
- Юсуфи Х. Будь борцом! : [Стихи] / Пер. с тадж.. — М.: РБП, 1995. — 8 с. — 1000 экз. — ISBN 5-7612-0293-X.
- Юсуфи Х. Слово о жизни: стихи / Пер. с тадж.. — М.: Советский писатель, 1977. — 111 с. — 10 000 экз.
- «Отчизны верный сын»
- «Настало время»

Является одним из лучших переводчиков русской поэзии на таджикский язык. Переводил произведения А. Пушкина «Кавказский пленник» (1938), «Полтава», «Братья разбойники» (1939), «Сказка о мертвой царевне и семи богатырях» (1940), М. Лермонтова «Демон» (1939), «Три пальмы», «Смерть Поэта» (1940), «Черкешенка», «Хаджи Абрек», «Боярин Орша», «Беглец» (1941), отдельные произведения И. Крылова, А. Одоевского, В. Маяковского и др.

## Награды
- Орден Красной Звезды
- медаль «За оборону Ленинграда».